# Christine Milne

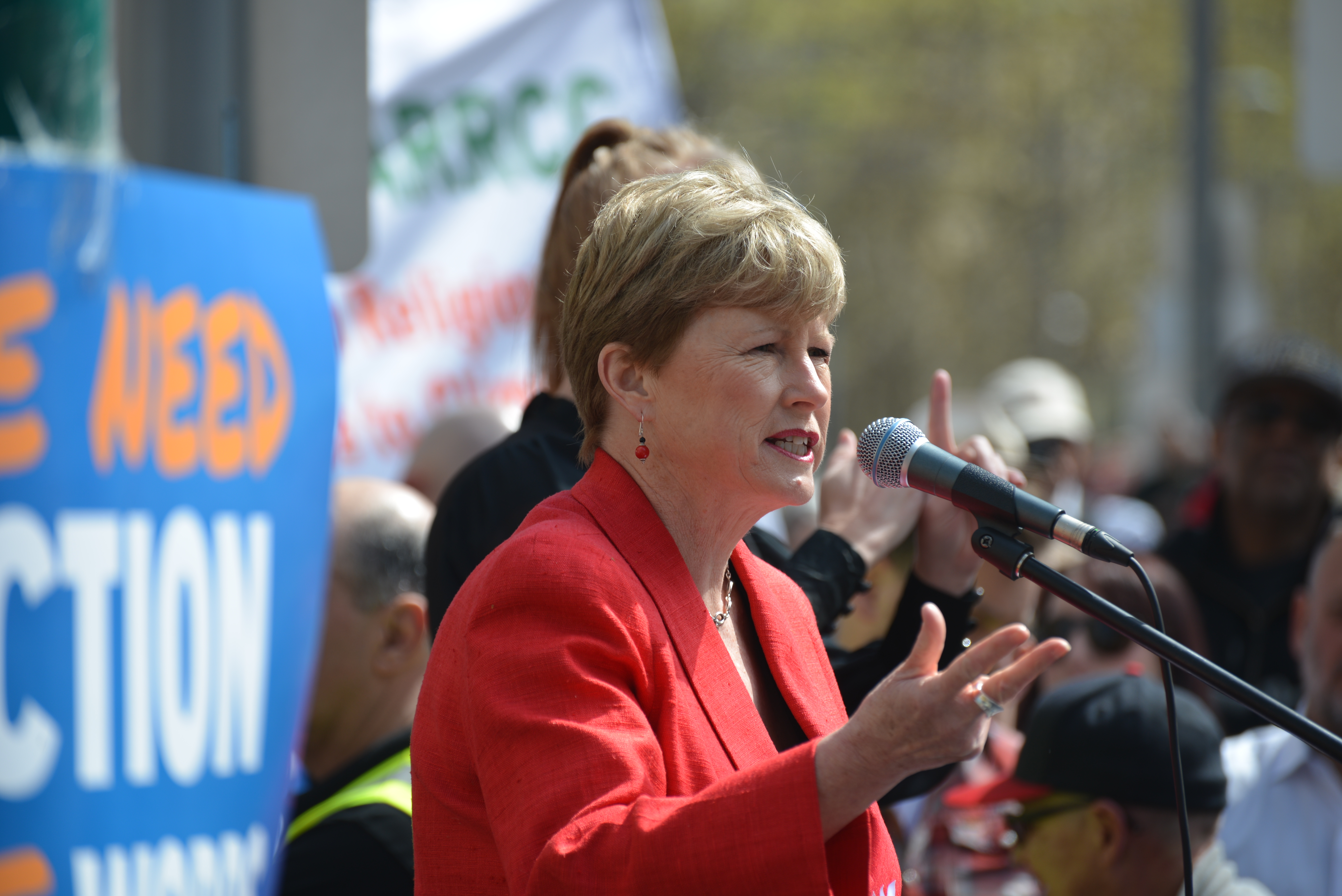
Christine Milne (2014)

Christine Anne Milne AO (* 14. Mai 1953 in Latrobe, Tasmanien) ist eine australische Politikerin und war von 2012 bis 2015 Anführerin der Australischen Grünen.
1989 gelang Milne der Einzug als Abgeordnete in das Landesparlament des australischen Bundesstaates Tasmanien. Seit 1. Juli 2005 ist Milne Senatorin im Australischen Senat. 2008 wurde die leidenschaftliche Hobbygärtnerin stellvertretende Parteivorsitzende der Australian Greens und am 13. April 2012 wurde sie nach dem aus persönlichen Gründen erfolgten Rücktritt des legendären Mitbegründers der Partei Bob Brown dessen Nachfolgerin in der Parteiführerschaft. Ihr Nachfolger in der Stellvertretung wurde der erste Unterhausabgeordnete der Grünen, Adam Bandt aus Melbourne.
Am 6. Mai 2015 erklärte sie ihren Rücktritt vom Amt als Parteichefin der Grünen und kündigte ihren Rückzug aus dem Senat an.